# 萨塞勒区
萨塞勒区（法語：Arrondissement de Sarcelles）是法国法蘭西島大區瓦兹河谷省所辖的一个区。总面积371.3平方公里，总人口474800，人口密度1279人/平方公里（2018年）。主要城镇为萨塞勒。

## 辖区
萨塞勒区辖有62个市镇。